# Горки (Воронежская область)
Го́рки — село в Новоусманском районе Воронежской области. Входит в Орловское сельское поселение.

## Население
| 1859 | 1897  | 2000 | 2005 | 2008 | 2010 |
| ---- | ----- | ---- | ---- | ---- | ---- |
| 1365 | ↘1012 | ↘371 | ↘355 | ↘236 | ↗389 |

## Уличная сеть
| - ул. Левобережная - ул. Ленина - ул. Московская - ул. Рабочая - ул. Речная | - ул. Садовая - ул. Советская - ул. Терешковой - ул. Школьная - пер. Речной |

## Достопримечательности
В селе имеется  церковь Покрова Пресвятой Богородицы (год постройки — 1847), а также Памятник жителям села, погибшим на фронтах Великой Отечественной войны.